# دیناژپور-۶
دیناژپور-۶ (به لاتین: Dinajpur-6) یک منطقهٔ مسکونی در بنگلادش است که در ناحیه دیناج‌پور واقع شده‌است.